# Villars-Sainte-Croix
Villars-Sainte-Croix är en ort och  kommun i distriktet Ouest lausannois  i kantonen Vaud, Schweiz. Kommunen har 977 invånare (2023).